# Luise Raskin
Maria Luise Raskin (* 25. Januar 1909 in Köln; † 23. Oktober 2002 ebd.)  war eine deutsche Kindergärtnerin und  Wegbereiterin der Montessori-Pädagogik in Deutschland nach 1945.

## Leben und Wirken
Luise Raskin war das vierte von fünf Kindern des Postschaffners Bernhard Josef Raskin und seiner Ehefrau Henriette, geborene Giesen. Ihre Zwillingsschwester Magdalena, genannt Leni, wurde 15 Minuten nach ihr geboren. Ihr ältester Bruder Adolf Raskin war NS-Intendant des Reichssenders Saarbrücken und Kommissarischer Intendant des Deutschen Kurzwellensenders. Bruder Heinrich Raskin zeichnete von 1949 bis 1963 als erster hauptamtlicher Oberbürgermeister der Stadt Trier nach dem Zweiten Weltkrieg verantwortlich. Von 1915 bis 1919 besuchte sie die Volksschule, anschließend die  Königin-Luise-Schule. An letztgenannter Ausbildungsinstitution folgten nach dem Abschluss 1916 mit Obersekunda-Reife der Besuch der   Frauenschule und die Absolvierung der Kindergärtnerinnenausbildung. Das sich anschließende einjährige Berufspraktikum (1928/29) leistete sie im schuleigenen Seminar-Kindergarten ab. Während der Ausbildung sowie im Berufspraktikum lernte Luise Raskin „Montessoris freie Erziehungsmethode“ (Wachendorf 1994, S. 1) kennen.
Von 1929 bis 1934 war die ausgebildete Kindergärtnerin Kindermädchen in der Familie von Konrad Adenauer. Anfang 1931 nahm Auguste Adenauer sie mit zu einem Vortrag von Maria Montessori, den diese auf Einladung des Katholischen Deutschen Frauenbundes in der Aula der Kölner Universität hielt. Begeistert von dem Vortrag der Italienerin engagierte sich fortan Luise Raskin für die Montessoripädagogik. Nachdem im Mai 1934 die Familie Adenauer nach Berlin-Neubabelsberg übersiedelte, übernahm sie einen Privatkindergarten in Köln-Deutz, den sie nach der Montessori-Methode führte. Obwohl zwei Jahre später die Montessori-Kinderhäuser verboten wurden, konnte sie unter erschwerten Bedingungen ihren Kindergarten bis zu seiner totalen Zerstörung im Bombenkrieg 1944 weiterführen. Gleichzeitig mit ihren Aufgaben als Kindergartenleiterin entfaltete Luise Raskin in der katholischen Pfarrgemeinde St. Anna in Köln-Ehrenfeld eine rege religionspädagogische Arbeit. Sie absolvierte mehrere katechetische Kurse der sogenannten „Religionshochschule“ in Elkeringhausen (heute Stadt Winterberg) und unterrichtete bis Sommer 1945 Kinder unterschiedlichen Alters in katholischer Religionslehre.
In den Jahren 1946 und 1947 absolvierte sie die „Fachschule für Jugendleiterinnen an der Bildungsanstalt für Sozialpädagogische Frauenberufe der Stadt Köln“. 1950 wurde ihr zunächst die kommissarische und dann die offizielle Leitung der „Fachschule für Kindergärtnerinnen und Hortnerinnen des Zentralverbandes katholischer Kindergärten und Horte Deutschlands e.V.“ (heute Berufskolleg des Erzbistums Köln. Fachschule für Sozialwesen – Fachrichtung Sozialpädagogik) übertragen. Luise Raskin absolvierte von Ende April 1955 bis Ende März 1956 einen Montessori-Kurs, der unter der Leitung von Helene Helming stand.
Die Pädagogin war Mitglied der „Association Montessori Internationale“ und lange Zeit Vorstandsmitglied der „Katholischen Arbeitsgemeinschaft für Montessori-Pädagogik“, die 1961 in die selbständige „Katholische Vereinigung für Montessori-Pädagogik“ und acht Jahre später in „Montessori-Vereinigung e.V., Sitz Aachen“, umgewandelt wurde. Dadurch sollte die Montessori-Pädagogik verstärkter im katholischen Raum verbreitet werden, denn weder „von Fröbel, noch von seinen maßgebenden Interpreten unserer Zeit, wird eine so eindeutig christliche Auffassung vom Menschen vertreten wie im Gesamtwerk Montessoris. Dazu kommen die praktischen Hilfen für die religiöse Erziehung katholischer Kinder... Das Erziehungsziel ist somit eindeutig klar... Daher wollen wir das Kind achten, das in seiner Natur wie in seinem übernatürlichen Wesen noch unberührter die göttliche Schöpfung besitzt“ (Raskin 1959a, S. 157 f). Ungeachtet ihrer Tätigkeit als Schulleiterin, als Mitglied in verschiedenen sozialen und kirchlichen Verbänden sowie als Referentin zu Fragen der Kleinkinder- und Montessoripädagogik war sie ferner publizistisch tätig und übte somit einen entscheidenden Einfluss auf die Entwicklung und Gestaltung des katholischen Kindergartenwesens sowie der Montessoripädagogik nach 1945 aus.
Luise Raskin starb 2002 im Alter von 93 Jahren. Die Familiengrabstätte befindet sich auf dem Kölner Westfriedhof.

## Ehrungen
- 1972 wurde ihr das päpstliche Ehrenkreuz Pro Ecclesia et Pontifice verliehen.

## Werke (Auswahl)
- Themen zum Mütterabend, in: Kinderheim 1949, S. 654 ff.
- Positiver Jugendschutz durch Schrifttumspflege, in: Kinderheim 1950, S. 199 ff.
- Moderne Kindergartenidee in Theorie und Praxis, in: Kinderheim  1951, S. 153 ff.
- Fröbels Kindergartenidee und ihre Verwirklichung in der Gegenwart, in: Kinderheim 1952, S. 100 ff.
- Noch einmal: Maria Montessori, in: Jugendwohl 1959a, S. 157f
- Wird unsere praktische Erziehungsarbeit in Kindergarten und Hort den Lebensbedürfnissen des heutigen Kindes gerecht?, in: Kinderheim 1959, S. 61 ff.
- Maria Wachendorf – eine Würdigung zum 70. Geburtstag (1983), in: Ludwig, Harald/Fischer, Christian/Fischer, Reinhard (Hg.), Montessori-Pädagogik in Deutschland, Münster 2002, S. 145 f